# João Franco Monteiro
João Franco Monteiro, mais conhecido como Franco Monteiro, foi um jornalista, vereador e historiador português.

## Biografia

### Vida pessoal
Faleceu em 1937, vítima de uma Broncopneumonia.

### Carreira profissional
Exerceu como historiador, tendo produzido algumas obras literárias, como Os Donatários de Alenquer, ou Duques de Cadaval, esta última inserida na revista do Arquivo Nobiliárquico Português. Também foi redactor do periódico Diário de Lisboa. e colaborou na revista Lusitânia (1914). Também colaborou, com texto da sua autoria ("Impressões de um velho amigo"), na obra In memoriam: Júlio de Castilho   publicada em 1920.

### Carreira política
Durante a Monarquia, exerceu como vereador da Câmara Municipal de Alenquer. Defensor das ideias Miguelistas, alcançou uma posição de destaque no Partido Legitimista, e dirigiu, durante vários anos, o jornal miguelista A Nação.

## Prémios e homenagens
Foi condecorado com o grau de Comendador na Ordem de São Silvestre de Roma, e como membro honorário do Conselho Heráldico de França.